# Левит, Светлана Яковлевна
Светла́на Я́ковлевна Леви́т (род. 22 июня 1944, Москва[уточнить]) — советский и российский культуролог. Кандидат философских наук, ведущий научный сотрудник отдела культурологии Центра гуманитарных научно-информационных исследований ИНИОН РАН.
Автор проектов и главный редактор серий «Лики культуры», «Книга света», «Российские Пропилеи», «Summa culturologiae», «Humanitas», «Культурология. XX век», «Письмена времени», «Зерно вечности», в которых представлены труды выдающихся философов, социологов и культурологов (около 400 кн.).
Автор проектов и главный редактор изданий: Культурология. XX век: Словарь. М., 1997. 640 с.; Культурология. XX век: Энциклопедия. В 2 томах. Том 1. 1998. 447 с.; Культурология. XX век: Энциклопедия. В 2 томах. Том 2. 1998. 447 с.; Культурология. Энциклопедия: Summa culturologiae. В 2 томах. — Том 1. 1392 с.; Том 2. 1184 с. Составитель альманахов — «Лики культуры», «Звучащие смыслы», антологий — «Логика культуры „ ,“ Культурология .20 век», а также избранных трудов Т.Адорно, Г. Башляра, М. Бубера, А. Вебера, М . Вебера, В. Виндельбанда, Г. Зиммеля, Ж. Лакруа ,Э. Кассирера, Э . Левинаса, Э. Фромма, М . Гершензона и др. Член редколлегий дайджеста «Культурология», журнала «Филология. Научные исследования». Автор книги стихов «Эолова арфа» (2013).

## Биография
Родилась 22 июня 1944 года в Москве.
- философский факультет МГУ (1968),
- аспирантура философского факультета МГУ (1971).

## Научная деятельность
Основным направлением научной деятельности Светланы Яковлевны Левит является культурология, интегрирующая знание различных наук в целостную систему, моделирующая культурные конфигурации различных эпох, систематизирующая черты своеобразия культурных миров, исторически возникших типов культуры, особенности которых обусловлены специфическими представлениями о мироздании, человеке, условиях его бытия.
Предметом исследования становится мир человека в контексте его культурного существования, то есть в аспекте того, чем этот мир является для человека, каким смыслом он для него наполнен.
Исследователь отмечает междисциплинарность культурологии, реализующей характерную для современного гуманитарного знания идею синтетической науки, интегрирующей достижения в области исследований культуры.
Особый интерес для ученого представляет исследование культуры как особого модуса общественно-исторического бытия, выявление логики науки о культуре, определение её категориального аппарата и языка, предметного поля культурологии.
Светлана Яковлевна представляет культурологию, ориентированную на познание общих форм и связей культурного существования, осмысление многообразных явлений и фактов как единой «символической вселенной культуры».

## Награды
- бронзовая медаль ВДНХ (1986),
- медаль «В память 850-летия Москвы» (1997),
- Почетная грамота РАН и Профсоюза работников РАН — в связи с 275-летием Академии (1999),
- медаль «Ветеран труда»,
- диплом лауреата конкурса 2008 г. за книгу «Культурология. Энциклопедия» в 2 т. в номинации «Лучшее словарно-энциклопедическое издание»,
- диплом Института открытое общество за серию переводов «Книга света»,
- диплом газеты «Музыкальное обозрение» «Книги — куратор года» (2014),[6]
- серебряная медаль института философии РАН «За вклад в развитие философии» (2015).[1]

## Избранные работы

#### Книги и статьи
- Социалистическая культура: Теоретические и методологические проблемы. М., 1983;
- Человек и социокультурная среда. М., 1989;
- Экология культуры. М., 1990;
- Культурология как интегративная область знания // Антология: Культурология. XX век. М., 1995;
- От редакционной коллегии // Энциклопедия. Культурология. XX век. Т.1—2, СПб., 1998;
- Культурология — наука XXI века. Проблема культурологии. Обсуждение в ИНИОН РАН // Новая и новейшая история. М., 2000. № 4;
- Образ культурологии // Идеи в культурологии XX века. М.,2000.
- Теоретические первоначала культурологии // Культурология. Энциклопедия: Summa culturologiae. Т.I. М., 2007
- Из наслаждений жизни одной любви музыка уступает // Вопр. философии. М.: 2009, № 3
- "Проблемы философии и культурологии в трудах ИНИОН РАН // Россия и современный мир. — М., 2013, № 4. — С. 208—220
- Гуманитарное знание: генезис, итоги и перспективы // Гуманитарное знание и вызовы времени. М., 2014. — С. 7-42
- Эолова арфа: [стихотворения]. М.,СПб.: Центр гуманитарных инициатив, 2013. — 128 с.

#### Составитель альманахов
- Лики культуры
- Звучащие смыслы

#### Энциклопедии
- Культурология. XX век: Энциклопедия. В 2 томах. 1998.
  - Культурология. XX век: Энциклопедия. В 2 томах. Том 1. А-Л. 1998. 447 с.
  - Культурология. XX век: Энциклопедия. В 2 томах. Том 2. М-Я. 1998. 447 с.

- Культурология. Энциклопедия. В 2 томах. 2007 (серия «Summa culturologiae»).
  - Культурология. Энциклопедия. В 2 томах. Том 1. А-М. 2007. 1392 с. (серия «Summa culturologiae»).
  - Культурология. Энциклопедия. В 2 томах. Том 2. М-Я. 2007. 1184 с. (серия «Summa culturologiae»).

#### Антологии
- Логика культуры